# Xerophaeus thomasi
Xerophaeus thomasi är en spindelart som först beskrevs av Lodovico di Caporiacco 1949.  Xerophaeus thomasi ingår i släktet Xerophaeus och familjen plattbuksspindlar.
Artens utbredningsområde är Kenya. Inga underarter finns listade i Catalogue of Life.